# Ion Strat

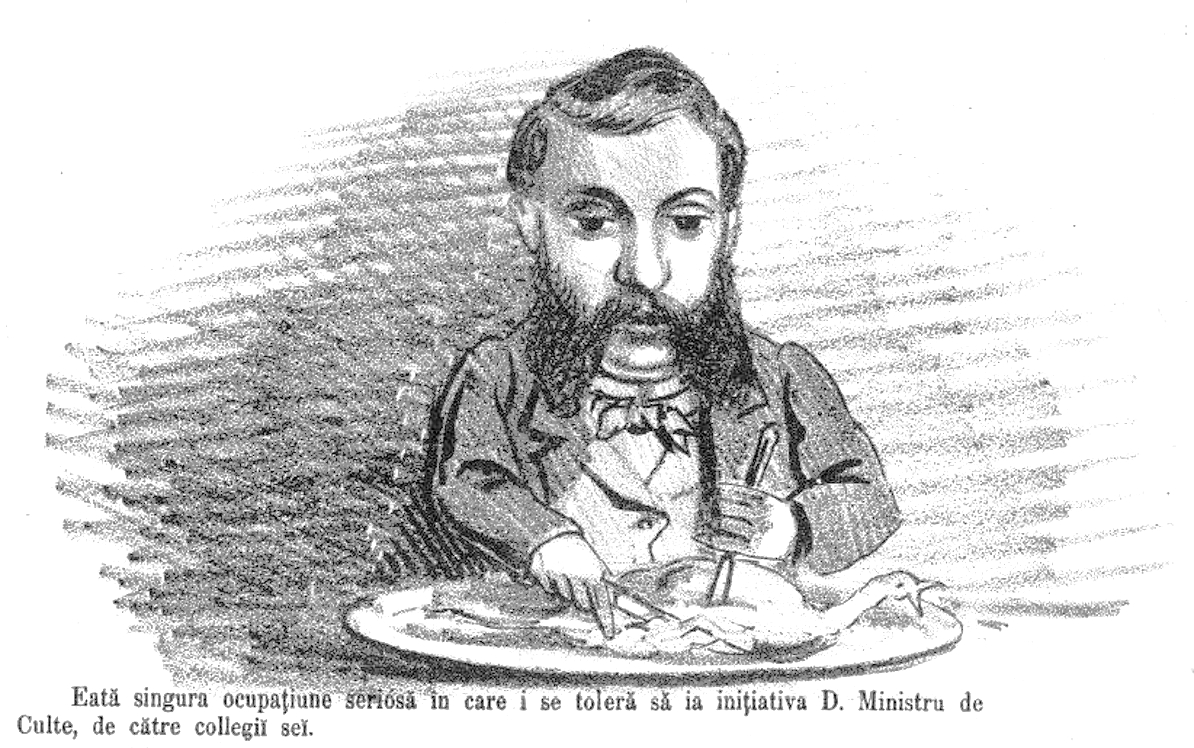
„Eată singura ocupațiune seriósă în care i se toleră să ia inițiativa D. Ministru de Culte, de către collegiĭ seĭ”, caricatură politică în ziarul liberal Ghimpele care implică faptul că ministrul Ion Strat, un politician moderat moldovean care îl înlocuise pe liberalul muntean C. A. Rosetti, era doar o marionetă a primului ministru Ion Ghica.

Ion Strat (n. 1836, Roman, Roman, Moldova – d. 20 octombrie 1879, București, România) a fost un economist și profesor universitar român, rector al Universității din Iași (1860-1865) și ministru de finanțe al României în anul 1865, în guvernul Constantin Bosianu, dar și ulterior, într-un alt guvern.